# Josef Musil (volley-ball)
Pour les articles homonymes, voir Josef Musil et Musil.
Josef Musil, né le 3 juillet 1932 à Kostelní Lhota et mort le 26 août 2017 à Prague (République tchèque), est un joueur tchécoslovaque de volley-ball. 

## Biographie
Avec l'équipe de Tchécoslovaquie de volley-ball, Josef Musil remporte deux médailles olympiques (l'argent aux Jeux olympiques d'été de 1964 et le bronze aux Jeux olympiques d'été de 1968), deux titres de champion du monde en 1956 et 1966, et deux titres de champion d'Europe en 1955 et 1957.
Il entre au Volleyball Hall of Fame en 2004.